# Bernardino García
Bernardino García Aldrete (Guadalajara; 13 de agosto de 1952) es un exfutbolista mexicano que jugaba de extremo izquierdo.

## Trayectoria
Después de pasar su juventud en el Club Deportivo Imperio de su ciudad natal, recibió un contrato profesional con el club vecino Atlas en 1970, donde permaneció bajo contrato hasta 1977. Luego se mudó a los Leones Negros de la UdeG y terminó su carrera en los Tigres de la UANL.

## Selección nacional
Realizó dos apariciones y metió un gol con la selección mexicana en amistosos contra Alemania Democrática (2-3) el 1 de agosto de 1975 y Yugoslavia (0-1) el 8 de febrero de 1977.

## Clubes
| Club                     | País   | Año       |
| ------------------------ | ------ | --------- |
| Atlas                    | México | 1970-1977 |
| Leones Negros de la UdeG | México | 1977-1983 |
| Tigres de la UANL        | México | 1983-1985 |

## Palmarés

### Títulos nacionales
| Título           | Equipo | País   | Año     |
| ---------------- | ------ | ------ | ------- |
| Segunda División | Atlas  | México | 1971-72 |

### Títulos internacionales
| Título                           | Equipo                   | País   | Año  |
| -------------------------------- | ------------------------ | ------ | ---- |
| Copa de Campeones de la Concacaf | Leones Negros de la UdeG | México | 1978 |

### Distinciones individuales
| Distinción                                               | Año     |
| -------------------------------------------------------- | ------- |
| Mejor delantero extremo de la Primera División de México | 1976-77 |